# Santiago Dimas Aranda
Santiago Dimas Aranda (Villarrica (Paraguay), 25 de marzo de 1924 -Asunción, 3 de agosto de 2015) fue un poeta, narrador y dramaturgo paraguayo.
Nació en Villarrica, Paraguay, el 25 de marzo de 1924. Pertenece a la llamada Promoción del 50. Fue encarcelado, torturado y desterrado durante la dictadura de Alfredo Stroessner (1954-1989). Como socialista, sus escritos denuncian la injusticia y la violencia contra un pueblo condenado a vivir en la pobreza.
Su producción literaria abarca géneros tales como la poesía, la novela, el cuento y el teatro. Dentro de su producción poética, se destacan "Sangre de Tierra y Luna" (1960), "Antología del Silencio" (1970), "Metal es la Fragancia" (1974), y "Fragancia de raíces" (1983). En coautoría con Hedy González Frutos editó la antología "14 Testimonios de la Poesía Paraguaya" (1972). En prosa se destacan: "La Pesadilla" (1984); y "El amor y su sombra" (1984), galardonados en el Concurso "Hispanidad 76".
Falleció el lunes 3 de agosto de 2015, luego de pasar años postrado en su habitación. Sus restos descansan en el Cementerio de la Recoleta de la ciudad de Asunción.